# Babeldaob

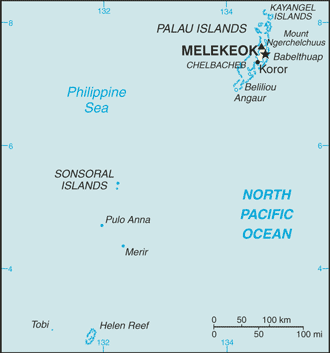
karta över Babelthuaps läge

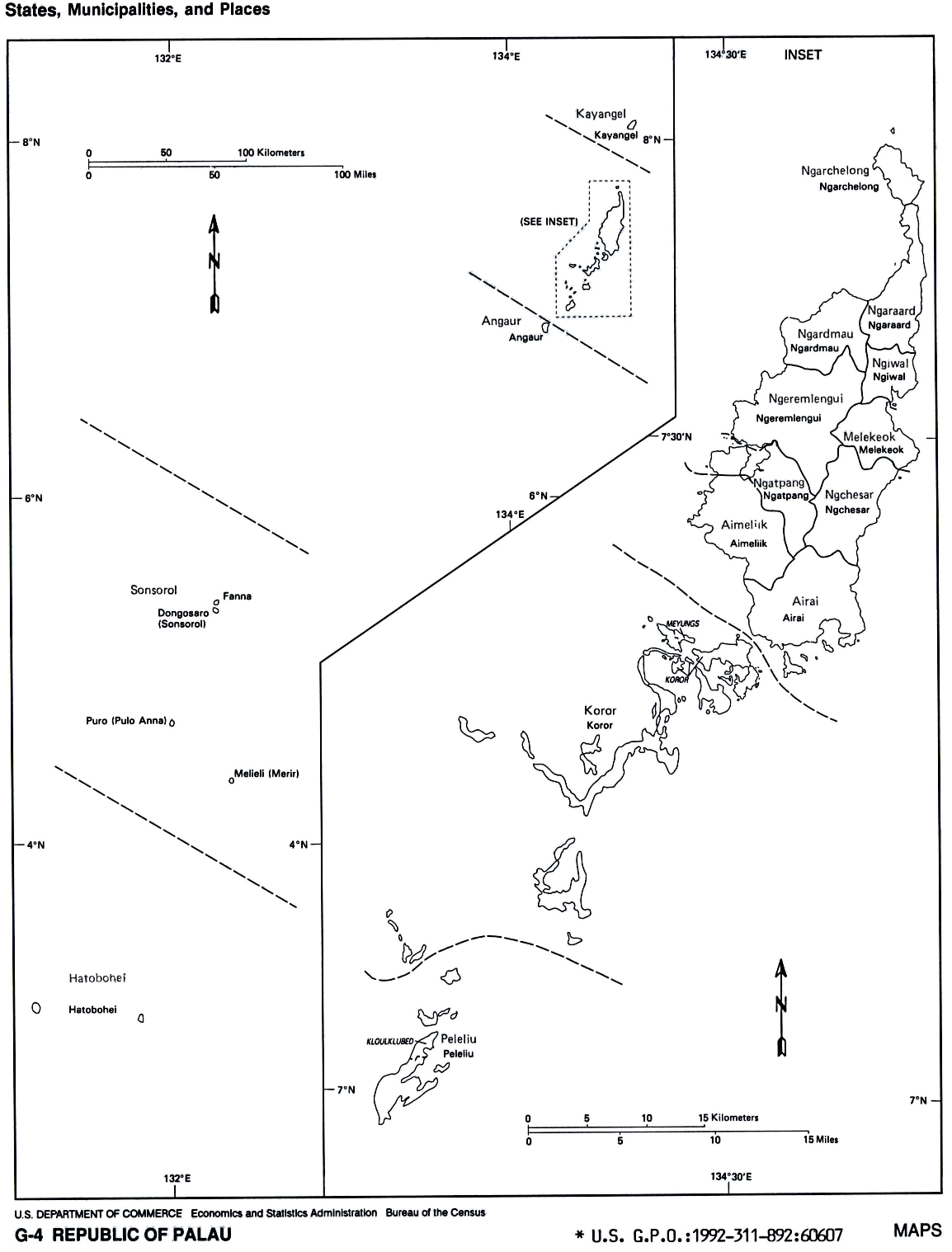
karta over Palaus delstater

Babeldaob eller Babelthuap (även Ochalchutem) är en ö i Palau i västra Stilla havet med omkring 30 procent av landets befolkning.

## Geografi
Babeldaob är huvudön i Palau och med sina 331 km² upptar den cirka 70 procent av landets landareal. Geografiskt ligger ön bland Karolinerna i Mikronesien och är Mikronesiens näst största ö efter Guam. De geografiska koordinaterna är 07°31′ N och 134°33′ Ö.
Ön är av vulkaniskt ursprung och har en sammanlagd areal om cirka 397 km² med en längd på cirka 43 km och cirka 13 km bred. Ön omges av ett korallrev genom vilket en säker vattenväg, 
Gamegei suidō (japanska) eller Ngamegei, finns strax väster om öns norra udde på koordinaterna 7,7291667° N och 134,5666667° Ö.
Öns och landets högsta höjd är Ngerchelchuus, cirka 242 m ö.h. Ön täcks till stora delar av regnskog, men även träskmarker och stäppområden finns. Vidare har ön även några floder, bland andra Ngerikiil River och Diongradid River och två insjöar, där den ena, Ngardoksjön är Mikronesiens största insjö.
Befolkningen uppgår till cirka 5 000 invånare och den nybyggda huvudstaden Melekeok ligger på öns östra del.
Den nybyggda "The Japan-Palau Friendship Bridge" (även kallad "K-B bridge") förbinder Babeldaob med Koror. Den tidigare bron som byggdes 1977 kollapsade 1996 och den nuvarande bron invigdes 2002.

## Historia
På Babeldaob finns landets äldsta "Bai" (traditionella möteshus för män) Bai ra Airai som är cirka 200 år gammalt och några av de stenbrott som Metuk ra Bisch som användes i framtagandet av Rai, stenpengarna på Yap i den Mikronesiska federationen. Det finns även några megalitiska monument Badrulchau megaliths och Malsol Tomb.
Ön har hittills varit tämligen outbyggd förutom Airai i den södra delen där även landets internationella flygplats ligger (Palau International Airport, med flygplatskod "ROR").
Först 2006 blev "Palau Compact Road" färdigställd, den första asfalterade vägen runt hela ön.
På Babeldaob finns tio av Palaus 16 delstater
- Aimeliik, cirka 52 km²
- Airai, cirka 44 km²
- Melekeok, cirka 28 km²
- Ngaraard, cirka 36 km²
- Ngarchelong, cirka 10 km²
- Ngardmau, cirka 47 km²
- Ngatpang, cirka 47 km²
- Ngchesar, cirka 41 km²
- Ngeremlengui, cirka 65 km²
- Ngiwal, cirka 26 km²